# Extreme Supreme: La Historia del Capitán Medusa

Extreme Supreme (Extreme Supreme: La Historia del Capitán Medusa) Es una película de bajo presupuesto hecha en el año 2011, dirigida por Varios Fanáticos de superhéroes, en la cual aparecen varios de ellos interpretando a otros superhéroes, de la década de los 80's que accidentalmente viajan por el tiempo hasta llegar a la actualidad, y enfrentar a un dictador tirano, El Capitán Medusa.

## Argumento
Philip Kyle Mason, es un adolescente enfermizo, y sufre de acoso escolar, un día por accidente, un farmacéutico añade un ácido a la penicilina y esta es consumida por Philip, que adquiere el poder de Teletransportarse cada vez que estornuda. Desde que descubre sus poderes él decide hacerse superhéroe bajo el nombre de Estornudin. A él se unen Orgasmo! y Kamasutra Boy, dos adolescentes pervertidos que un día son encontrados por una raza alienígena que les brinda poderes sobrehumanos, Extreme, un freaky amante de las sierras eléctricas y cuchillos, y Morphos, un adolescente con la habilidad de cambiar de forma cuando desee, Es así como deciden nombrar a su equipo, Extreme Supreme. 
Cuando estos se unen para formar un grupo, planean terminar con la delincuencia de su vecindario, la cual es liderada por James K. Medusa, un viejo científico que construía armas nucleares con el dinero que robaba, Hasta que construyó una máquina del tiempo y alterarlo todo para ser un dictador y trabajar en conjunto con Adolfo Hitler. Sin embargo estos Adolescentes al tratar de destruir la máquina viajan accidentalmente por el tiempo hasta llegar 30 años después donde se encuentran con un futuro totalmente retorcido, y un gobernante tirano que se autonombró, el Capitán Medusa. Y es donde los adolescentes tienen que decidir si volver a su época y cambiarlo todo o quedarse ahí y luchar con él.
Al quedar todos de acuerdo, en quedarse en el año 2011, descubren que en los 80's se corrió un rumor, acerca de su asesinato a manos del Capitán Medusa, es entonces cuando todos buscan a sus padres, que por desgracia "murieron por depresión", al menos la mayoría, quedando los papás de Kevin en coma. Es así como se dividen para buscar, a sus familiares, y a sus amores del pasado.
Pero, al encontrarlos solo ven a Mujeres de 40 años, casadas, y felices, y Freddie se enamora de la hija de su Exnovia, y ella le corresponde, sin saber que podría ser su padre, Philip se encuentra con Anna, su hermana menor, que tiene 40 años y le explica que es su sobrino, sabiendo que es su hermano, entonces ella lo invita a una fiesta masiva, para recordar los 80's donde el anfitrión va a ser el Capitán Medusa.
Es así como se enteran de que tienen 4 días para planear la más grande hazaña del mundo, destruir al Capitán Medusa antes de traer a Hitler a nuestro Tiempo.
Paris construye nuevos trajes acordes con la década, mientras los demás solo planean que hacer, y es así como llegan a la fiesta, listos para terminar con la dictadura de James, y toda la escena de la fiesta es usada música de Erasure, y Earth Wind and Fire. 
Y Entonces aparece el Capitán Medusa con una máscara de acero, y un traje tecnológico, cuando anuncia la venida de Adolfo Hitler, es ahí donde Estornudin, estornuda y aparece en el escenario, es ahí donde inicia una canción de Slipknot, (Before I Forget), y la pelea final inicia, (Extreme Supreme VS Capitán Medusa y Sus Hombres), Finalmente aparece Adolfo Hitler. 
Que es asesinado por Orgasmo! y Kamasutra boy, a los ojos de James, este se molesta y se quita la máscara, frente a los invitados haciendo piedra a todos, es así como Estornudin se teletrasporta y aparece con la mano en el abdomen de James, quien muere de inmediato.
En la escena final se ve a los 5 Integrantes, con los trajes rotos y lesiones sanguíneas, pensando en volver sin embargo, deciden quedarse y salvar al mundo actual en que vivimos.
Después de los cretidos finales se observa una nave espacial impactando a la Tierra y un Alien saliendo que grita: -¡Este mundo ahora es mio!, y se ve a Philip con una sonrisa estornudando, dando pie a una segunda entrega de Extreme Supreme.

## Personajes
- Personajes que aparecen en la película.
  - Estornudin/ Sniffer- Philip Kyle Mason
  - Orgasmo! - Kevin Morrison
  - Kamasutra Boy -Louis Cheeser
  - Morphos - Alfred "Freddie" Schumagger
  - Extreme - Paris Duprey
  - Capitán Medusa - James K. Medusa